# Tegestria parva
Tegestria parva is een hooiwagen uit de familie Epedanidae.